# Зліт (фільм, 2024)
«Зліт» (англ. Lift) — американський комедійний трилер про пограбування, знятий режисером Феліксом Ґері Ґреєм за сценарієм Дена Кунка і Джеремі Донера. У фільмі знялися Кевін Гарт, Гугу Мбата-Роу, Вінсент Д'Онофріо, Урсула Корберо, Жан Рено та Сем Вортінгтон.
Прем'єра відбулася 12 січня 2024 року на Netflix.

## Сюжет
Колишня дівчина та ФБР вмовляють майстра-злодія вчинити неможливе пограбування на Боїнгу 777, що летить з Лондона в Цюрих.

## У ролях
- Кевін Гарт — Сайрус
- Гугу Мбата-Роу — Еббі Ґладуелл
- Урсула Корберо — Каміла
- Юн Джі Кім — Мі-Сан
- Біллі Магнуссен — Маґнус
- Вінсент Д'Онофріо — Дентон
- Берн Ґорман — Кормак
- Вівейк Калра — Люк
- Джейкоб Баталон — Ен-Вісім
- Росс Андерсон — Росс
- Олі Ґрін — Молсен
- Сем Вортінгтон — Хакслі
- Жан Рено — Йоргенсен
- Пол Андерсон — Донал

## Український дубляж
- Роман Молодій — Сайрус
- Світлана Шекера — Еббі Ґладуелл
- Анастасія Павленко — Каміла
- Вікторія Бакун — Мі-Сан
- Дмитро Терещук — Маґнус
- Євген Пашин — Дентон
- Дмитро Вікулов — Кормак
- Євген Локтіонов — Люк
- Кирило Сузанський — Ен-Вісім
- Олександр Шевчук — Pocc
- Кирило Татарченко — Молсен
- Володимир Терещук — Хакслі
- Олег Лепенець — Йоргенсен

- А також: Майя Ведернікова, Роман Солошенко, Аліна Журба, Андрій Соболєв, Людмила Петриченко, Віталій Ізмалков

Фільм дубльовано студією «Postmodern» на замовлення компанії «Netflix» у 2024 році.
- Режисер дубляжу — Крістіна Синельник
- Перекладач — Яніна Галицька
- Спеціаліст з адаптації — Раїса Смірнова
- Звукооператор — Євгеній Підопригора
- Спеціаліст зі зведення звуку — Євгеній Підопригора
- Менеджер проекту — Катерина Рижак

## Виробництво
18 березня 2021 року Netflix придбав спеціальний сценарій Дена Кунка «Зліт», а виробництвом зайнялися компанії «Жанр Пікчерз» Саймона Кінберга та «Шосте місце та Айдахо» Метта Рівза. У вересні Ф. Гері Грей був призначений режисером, а Кевін Харт був призначений зіркою та продюсером. 9 червня 2022 був розкритий повний склад акторів, і Джеремі Донер був названий сценаристом.

## Прем'єра
Прем'єру фільму відбулася 12 січня 2024 року. Спочатку прем'єру фільму було призначено на 25 серпня 2023 року.